# جیمز پروت
جیمز گیبسون پروت (به انگلیسی: James Gibbons Parrott) (زاده ۲ اوت ۱۸۹۷ – درگذشته ۱۰ مه ۱۹۳۹) یک کارگردان فیلم و بازیگر اهل ایالات متحده آمریکا بود.

## بخشی از فیلمشناسی

### هنرپیشه
- ۱۹۳۱: ما را ببخشید
- ۱۹۲۲: کله‌پوک‌های قاتی‌پاتی
- ۱۹۱۹: زنت رو دوست داری؟
- ۱۹۱۹: باقی پولت را بشمار
- ۱۹۱۹: تقلا برای سلامتی
- ۱۹۱۹: کفش‌هاتو دربیار
- ۱۹۱۹: رئیس بزرگ سرخپوستان
- ۱۹۱۹: یک سرباز وظیفه در سیبری
- ۱۹۱۹: تحت تعقیب – ۵٬۰۰۰ دلار
- ۱۹۱۹: هوت مون!
- ۱۹۱۹: در سالن نمایش قدیمی
- ۱۹۱۹: بیرون تراموا
- ۱۹۱۹:تپانچه‌هایی برای صبحانه
- ۱۹۱۹: دارم میام
- ۱۹۱۹:هل نده
- ۱۹۱۹: چاپ سویی اند کو
- ۱۹۱۹: دزد را بزن
- ۱۹۱۹:پرده را بالا بزن
- ۱۹۱۹: بله، آقا
- ۱۹۱۹: از پدر بپرس
- ۱۹۱۹:بی‌عرضه وظیفه‌شناس
- ۱۹۱۹: دیگر موجود نیست!
- ۱۹۱۸: دو نفر در جنب و جوش
- ۱۹۱۸: غوغای آنان را بشنو
- ۱۹۱۸: بیرون کردن میکروب‌ها از آلمان
- ۱۹۱۸: سبیل‌ها را تاب بده
- ۱۹۱۸: عروس و دلتنگی
- ۱۹۱۸: خودشه
- ۱۹۱۸: چرا منو انتخاب کردی؟
- ۱۹۱۸: یک عاشقانه اوزارک
- ۱۹۱۸: آتش‌نشان فرزند مرا نجات بده
- ۱۹۱۸: او ندارد مرا دوست
- ۱۹۱۸: گاسی دو لول
- ۱۹۱۸: خانم‌ها وارد می‌شوند
- ۱۹۱۸: با عجله
- ۱۹۱۸: جایی در ترکیه
- ۱۹۱۸: بگیرش، گردن‌کلفت!
- ۱۹۱۸: اخراج‌شده
- ۱۹۱۸: یک زندگی پرهیجان
- ۱۹۱۸: همرنگ جماعت شو
- ۱۹۱۸: لطفاً دلپذیر باش
- ۱۹۱۸: یک عروسی بنزینی
- ۱۹۱۸: سلام!
- ۱۹۱۸: بیا بریم
- ۱۹۱۸: دوباره بزنش
- ۱۹۱۸: هیچ‌کجا مثل زندان نیست
- ۱۹۱۸: در حال پرسه

### کارگردان
- ۱۹۳۳: دوتا دوتا
- ۱۹۳۰: بداخلاق‌ها
- ۱۹۲۹: زندان
- ۱۹۲۹: اونها ترکوندن
- ۱۹۲۷: حالا یکی هم من بگم
- ۱۹۲۶: خبر مهم و جالب
- ۱۹۲۶: لباس رقص گاو
- ۱۹۲۶: دل‌های لرزان
- ۱۹۲۸: آیا مردان متأهل باید به خانه بروند؟
- ۱۹۲۸: لحظه سرنوشت‌ساز
- ۱۹۲۸: دو ملوان
- ۱۹۲۸: حکم احضار
- ۱۹۲۹: روز عالی
- ۱۹۳۰: کله‌پا
- ۱۹۳۰: زیر صفر
- ۱۹۳۰: پرونده قتل لورل-هاردی
- ۱۹۳۰: یک افتضاح حسابی
- ۱۹۳۱: ما را ببخشید
- ۱۹۳۲: همدست
- ۱۹۳۲: جعبه موسیقی
- ۱۹۳۲: شامپانزه
- ۱۹۳۲: بیمارستان ولایت

### نویسنده
- ۱۹۲۶: و ناگهان عمه آمد
- ۱۹۲۶: اینو به بچه‌ها بگو
- ۱۹۲۶: زن جوان بگیر
- ۱۹۳۷: به‌سوی غرب
- ۱۹۳۷: در گرداگرد شهر
- ۱۹۳۸: خانم سوئیسی